# Ману (рід)
Ману́ (Cercomacra) — рід горобцеподібних птахів родини сорокушових (Thamnophilidae). Представники цього роду мешкають в Неотропіках.

## Види
Виділяють сім видів:
- Ману перуанський (Cercomacra manu)
- Ману бразильський (Cercomacra brasiliana)
- Ману сірий (Cercomacra cinerascens)
- Ману південний (Cercomacra melanaria)
- Ману річковий (Cercomacra ferdinandi)
- Ману панамський (Cercomacra nigricans)
- Ману вузькодзьобий (Cercomacra carbonaria)

За результатами молеклярно-філогегнетичного дослідження, яке показало поліфілітичність роду Ману, низка видів була переведена до новоствореного роду Cercomacroides.

## Етимологія
Наукова назва роду Cercomacra походить від сполучення слів дав.-гр. κερκος — хвіст і дав.-гр. μακρος — довгий.